# L'anello incantato
L'anello incantato és una òpera en tres actes composta per Ferdinando Bertoni sobre un llibret italià de Giovanni Bertati. S'estrenà al Teatro San Moisè de Venècia el 1771.	

A Catalunya, s'estrenà el 1771 al Teatre de la Santa Creu de Barcelona.